# Dicaelotus pici
Dicaelotus pici är en stekelart som beskrevs av Berthoumieu 1897. Dicaelotus pici ingår i släktet Dicaelotus och familjen brokparasitsteklar. Inga underarter finns listade i Catalogue of Life.